# San Julián Air Base
San Julián Air Base är en flygbas i Kuba.   Den ligger i provinsen Provincia de Pinar del Río, i den västra delen av landet, 220 km sydväst om huvudstaden Havanna. San Julián Air Base ligger 25 meter över havet.
Terrängen runt San Julián Air Base är platt, och sluttar söderut. Runt San Julián Air Base är det ganska glesbefolkat, med 23 invånare per kvadratkilometer. Närmaste större samhälle är Sandino, 5,5 km väster om San Julián Air Base. Omgivningarna runt San Julián Air Base är en mosaik av jordbruksmark och naturlig växtlighet.